# Famille de Montgolfier
La famille de Montgolfier est une famille subsistante de la noblesse française, originaire d'Auvergne puis établie dans le Vivarais.
Pierre Montgolfier, papetier et père des frères Montgolfier inventeurs de la montgolfière, a été anobli en 1783.

## Histoire

### Origine
La famille de Montgolfier est originaire de La Forie, près d'Ambert, dans le Puy-de-Dôme, en Auvergne. Elle se fixa ensuite dans le Nord du Vivarais, à Annonay, où l'on trouve en 1558 Jacques Montgolfier, fabricant de papier. Ses descendants exerceront durant plusieurs générations le métier de papetier.
Son arrière-petit-fils, Raymond Montgolfier, marié à Marguerite Chelles, eut entre autres deux fils. Le cadet, Antoine (1701-1779) fut l'auteur d'un rameau subsistant, fixé à Tournon et demeuré non noble. L'aîné, Pierre Montgolfier (1700-1793), fabricant de papier, fut anobli en 1783 en raison des exploits de ses deux fils aérostiers.

### Activité de papetier
À La Forie, près d'Ambert, les Montgolfier achètent un vieux moulin à farine et le transforment en moulin à papier.
Les Montgolfier sont à l'origine de l'entreprise Canson : le gendre d’Étienne de Montgolfier, Barthélémy Barou de La Lombardière de Canson (1774-1859), lui succède par son mariage avec Alexandrine de Montgolfier, et la manufacture royale « Montgolfier » devient alors « Montgolfier et Canson » (1801), puis « Canson-Montgolfier » (1807) et enfin « Canson ».

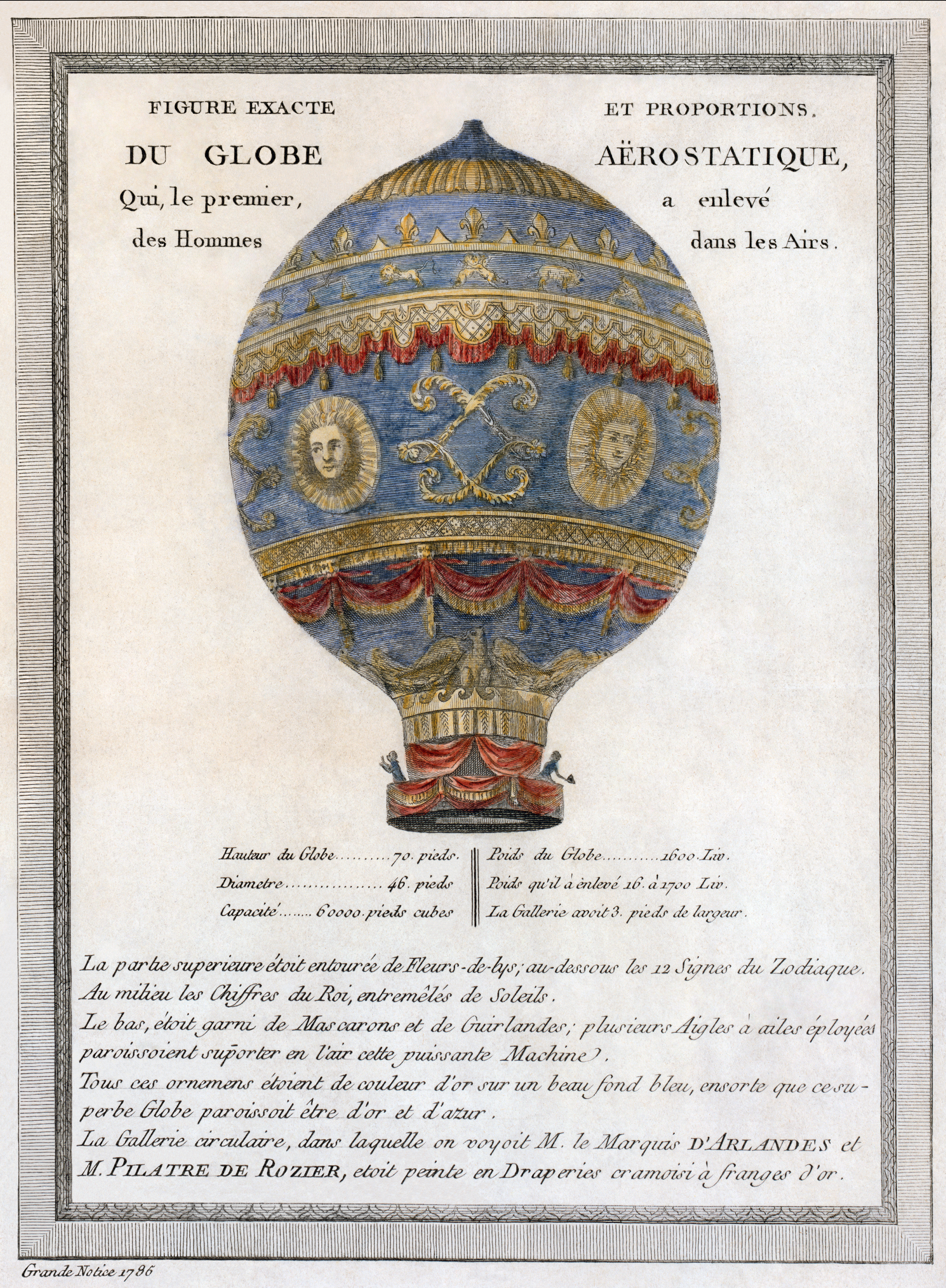
La montgolfière de 1783 des frères Montgolfier

### La montgolfière
À la fin du XVIIIe siècle, les frères Montgolfier inventent ce qui sera nommé la montgolfière.

### Noblesse
La famille Montgolfier a été anoblie en 1783 en la personne de Pierre Montgolfier, papetier, père des deux frères Montgolfier aérostiers (sans postérité subsistante) et de sept autres fils,. Une branche subsistante, issue d'un oncle des frères Montgolfier, n'a pas été anoblie.

### Situation contemporaine
La famille de Montgolfier a été admise à l'Association d'entraide de la noblesse française (ANF) en 1956.
Elle est de nos jours l'une des familles les plus nombreuses de la noblesse française subsistante, avec 137 porteurs masculins vivants recensés par Régis Valette en 2007.

## Personnalités
- Étienne Montgolfier (1712-1791), supérieur des sulpiciens de Montréal puis évêque de Québec ;
- Joseph-Michel Montgolfier (1740-1810), l'un des deux frères Montgolfier, souvent appelé Joseph Montgolfier ;
- Jacques-Étienne Montgolfier (1745-1799), l'un des deux frères Montgolfier, souvent appelé Étienne Montgolfier ;
- Adélaïde de Montgolfier (1789-1880) femme de lettres et traductrice
- Auguste de Montgolfier (1828-1899), papetier et député de l'Ardèche ;
- Adrien de Montgolfier (1831-1913), ingénieur, industriel, député et sénateur de la Loire ;
- Émile de Montgolfier (1842-1896), photographe au Japon ;
- Guy de Montgolfier (1901-1955), député de l'Ardèche ;
- Éric de Montgolfier (1946), magistrat, procureur de la République ;
- Albéric de Montgolfier (1964), sénateur d’Eure-et-Loir ;
- Jean-François de Montgolfier (1972), magistrat, directeur des affaires civiles et du Sceau[5] ;
- Cécile de Montgolfier, adjointe au maire d'Isigny-le-Buat et maire déléguée de La Mancellière depuis 2020[6].

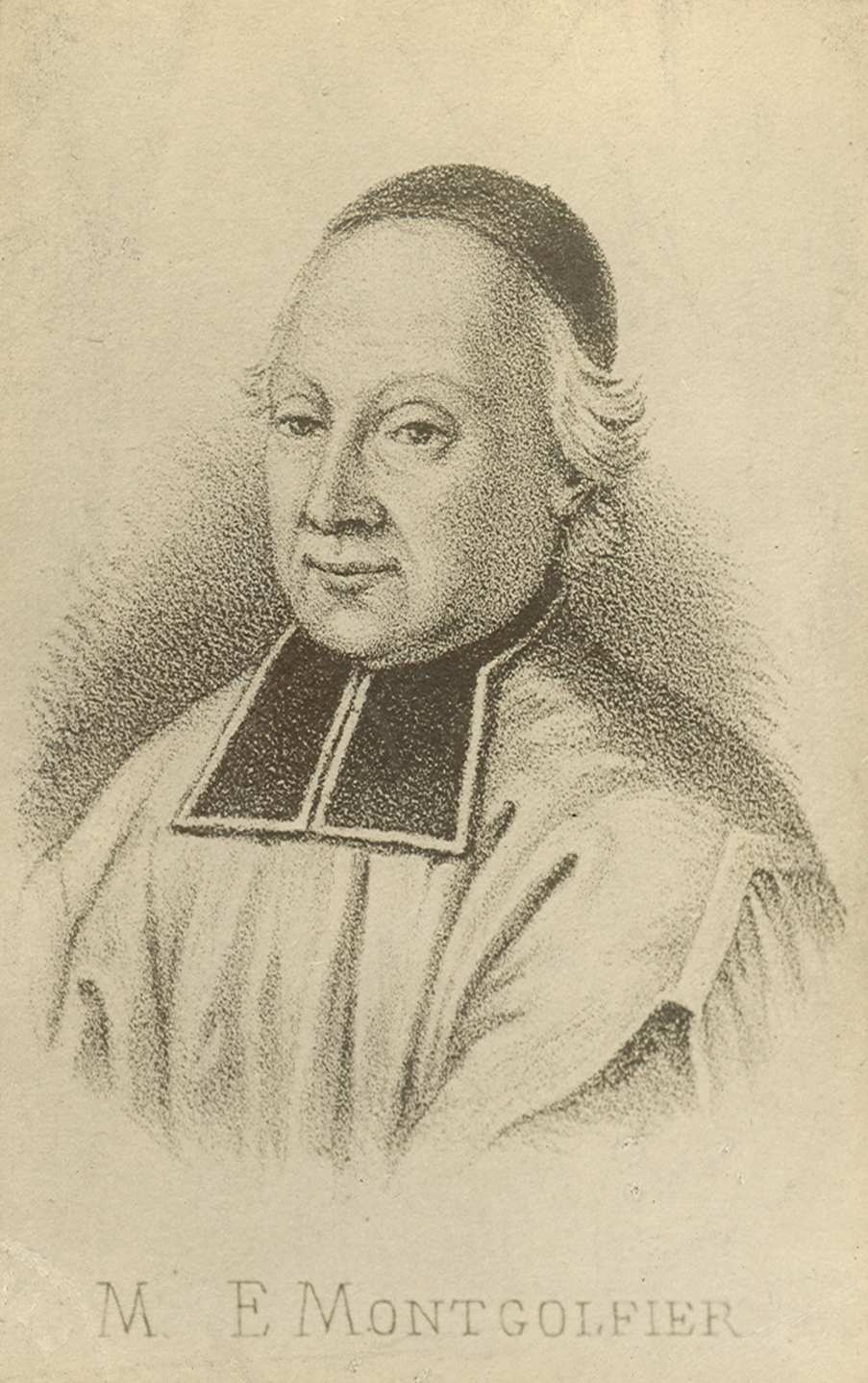
Mgr Étienne Montgolfier
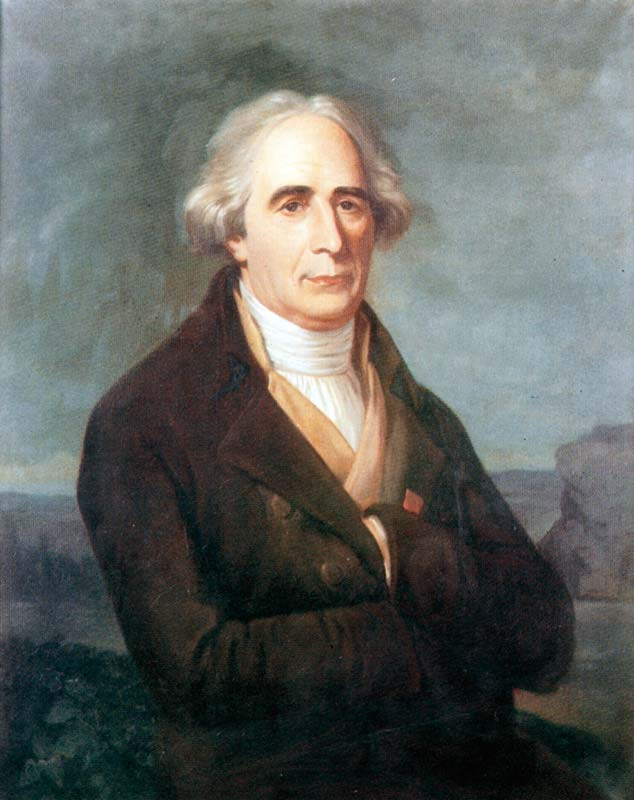
Joseph Montgolfier
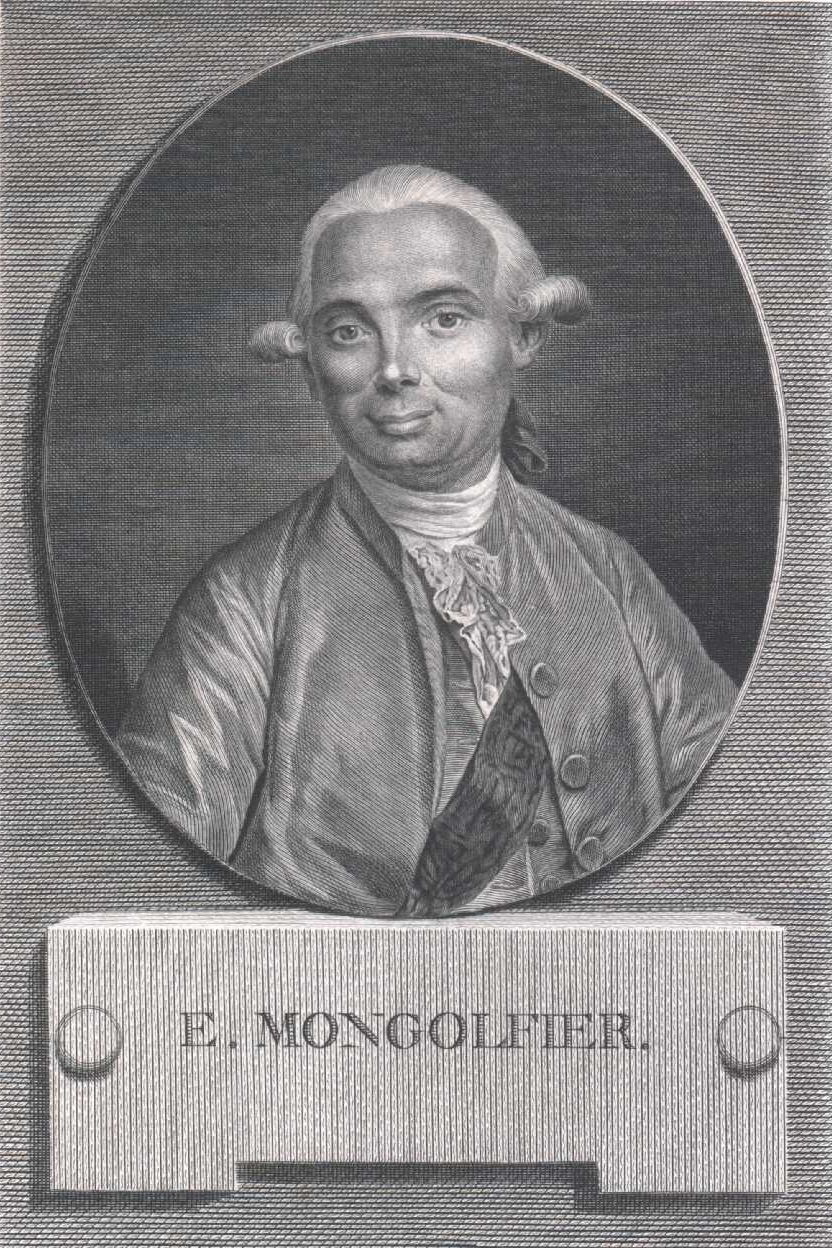
Étienne Montgolfier

## Alliances
Les principales alliances de la famille de Montgolfier sont : Barou de La Lombardière de Canson, du Garreau de La Méchenie, de Clausel de Coussergues, Burrus (1940, 1955), Famille Goybet (1822), de Quengo de Tonquédec (1937), Durand de Corbiac (1939), Percy du Sert (1949), Moret de Rocheprise, de Reviers de Mauny, de Butler, Berger de La Villardière, Peloux de Reydellet de Chavagnac, Jullien de Pommerol, Langlois de Septenville (1966), de Colnet (1997), de La Fontaine de Follin.

## Demeures
- Château de Villepion (Eure-et-Loir)
- Château de Beynac (Dordogne)

## Héraldique
|  | Blasonnement officiel par Antoine Marie d'Hozier de Sérigny - « D'argent à une montagne de sinople, mouvante du côté droit, au pied de laquelle est une mer d'azur, aussi mouvante de la pointe de l'écu, et en chef, un globe aérostatique de gueules, ailé du même : le dit écu timbré d'un casque de profil orné de ses lambrequins d'argent, d'azur, de gueules et sinople ». Au bas de ces armoiries figure la devise : Sic itur ad astra (Proverbe latin signifiant « C’est ainsi que l’on arrive aux cieux »). Règlement d'Hozier de 1784 (Dessin de 1903 à droite). Variantes notoires - Variante Rietstap : D'argent, à un mont de sinople, mouvant du côté dextre et issant d'une mer d'azur, en chef d'une montgolfière (aérostat) de gueules, ailée du même, les ailes abaissées. Blasonnement repris dans l'armorial de l'ANF. Le vol du ballon devient d'une façon inattendue abaissé. - Variante d'Alphonse O'Kelly de Galway en 1901 : d’argent à la Montgolfière (ballon) ailée de gueules, […] planant sur des monts de sinople, formant un golfe d’azur, ondé d’argent. Ce blasonnement privilégie la description en armes parlantes en mettant en relief le jeu de mots « mont-golfe ». Selon ce blasonnement, la montgolfière est centrale (et non en chef) le vol n'est pas abaissé (conforme), mais la mer est ondée d'argent- ce qui n'est confirmé nulle part ailleurs. - Variante de Régis Valette (Catalogue de la noblesse française) et du dictionnaire de la noblesse (quasi identiques), donne un blasonnement simplifié. - Variante de E. de Séréville et F. de Saint-Simon, quasi identique à celle de d'Hozier, précise que l’anoblissement date de décembre 1783 et que l’autorisation de particule est du 24 juin 1868. Avant 1783La famille Montgolfier portait pour armoiries : D’argent, au golfe d’azur entouré de monts de sinople ; au chef d’azur chargé d’un coq d’or. |

## Noms dérivés
- Montgolfière, nom du ballon ascensionnel inventé par les frères Montgolfier.
- Montgolfier, commune d’Algérie aujourd’hui appelée Rahouia
- Papier joseph, du nom de Joseph Montgolfier.
- Montgolfier, marque et nom d'une entreprise de production et distribution d'emballage[17], firme fondée en 1860 par Élie de Montgolfier.
- Établissement Mongolfier France, fabricant de vaisselle, d'objets d'art de la table et de décoration[18].
- Montgolfier consultants, société de conseil ayant inventé la matrice « montgolfière »[19].

## Hommages
- (5864) Montgolfier, astéroïde no 5864 découvert par Norman G. Thomas en 1983, deux siècles après les exploits des frères Montgolfier.
- Rue Montgolfier, dans le 3e arrondissement de Paris, près du Conservatoire national des arts et métiers (CNAM), nommée par décret en 1810.
- Rue Montgolfier dans le 6e arrondissement lyonnais.
- Rue Montgolfier, dans le quartier des Chartrons à Bordeaux, près du Jardin Public.
- Square de la Montgolfière, dans le 13e arrondissement de Paris, nommée ainsi en souvenir de la montgolfière qui atterrit sur la butte-aux-Cailles en 1783.
- Rue Montgolfier, à Pantin, Seine-Saint-Denis.